# Тошев, Тошо
То́шко Нико́лов То́шев, известный как То́шо То́шев (7 декабря 1942, село Дриново — 20 сентября 2023, София), — болгарский журналист, писатель и издатель. Многолетний главный редактор ежедневной газеты «Труд» (1991—2011).

## Биография
Родился в селе Дриново. Среднее образование получил в Техникуме сильного тока имени Кирова, тогда же начал писать заметки для газеты «Средношкольско знамя». Окончил Софийский университет по специальности болгарская филология. Профессиональную карьеру начал в газетах «Средношколско знамя» (1965—1967) и «Вечерни новини» (1968—1970). В 1970-е годы два года работал в газете «Народна младеж», затем в отделе пропаганды Софийского горкома Компартии Болгарии в Софии и в редакции программ Болгарского телевидения.
В середине 1980-х годов главным редактором газеты «Труд» стал Владислав Панов, до этого возглавлявший телевидение. Панов привёл в газету Тошева, назначив его своим заместителем. В конце 1980-х Тошев стал, по совместительству, руководителем отдела прессы столичного муниципалитета (ныне отдел по связям с общественностью).
В 1991 году стал главным редактором газеты «Труд», изменил её направленность и внешний вид и возглавлял редакцию почти 20 лет, в период, когда её тиражи намного превышали тиражи любой другой газеты в Болгарии.

«Труд» под руководством Тошо Тошева был институцией, которой подчинялись политики. Не было премьера или министра, который не прошёл бы через кабинет Тошева, чтобы засвидетельствовать своё уважение к газете. Не было президента, который не смотрел бы в зеркало «Труда»
Оригинальный текст (болг.)"Труд" под ръководството на Тошо Тошев беше институция, с която политиците се съобразяваха. Нямаше премиер или министър, който да не е минал през кабинета на Тошев, за да засвидетелства респекта си към вестника. Нямаше президент, който да не е търсил огледалото на "Труд".
— В. Велева
В декабре 2010 года у газеты «Труд» сменился собственник, и был назначен другой главный редактор. Однако Тошев остался акционером и вице-президентом редакционного совета медиахолдинга. В августе 2011 года Тошев ушёл из медиахолдинга из-за несогласия с навязанным новым руководством стилем управления. Месяц спустя Тошев заявил, что вместе с главным редактором журнала «Тема» Валерием Запряновым он готовит новую, «оппозиционную» ежедневную газету, а также информационный сайт и журнал. Первый номер новой газеты «Преса» вышел 3 января 2012 года, но через три с половиной года газета закрылась по финансовым причинам.
Помимо журналистики, Тошев выступал как литератор. Автор десяти книг, в том числе политических детективов.
Председатель Союза издателей Болгарии с момента его создания в 2000 году по 2011 год.
Был женат 6 раз, имел трёх сыновей от разных жён. Пережил трансплантацию печени в Эссене (2000) и лечение лимфомы в Париже и военном госпитале в Болгарии (2009—2011).
Тошо Тошев скончался 20 сентября 2023 года в софийской больнице «Токуда» от лёгочной эмболии.

## Признание и награды
3 декабря 2002 года награждён орденом Стара Планина I степени за исключительные заслуги в области журналистики, медийного бизнеса и културы.
В 2004 номинирован на гран-при премии «Черноризец Храбър» за вклад в журналистику, но снял свою кандидатуру, по собственному заявлению, из-за недостаточно достойной конкуренции, и призвал академию не вручать награду в этом году. Гран-при 2004 года присуждён не был.
Почётный гражданин города Попово с 2005 года.